# Bataljon saknad
Bataljon saknad (originaltitel: The Lost Battalion) är en amerikansk krigsfilm gjord för TV från år 2001. Filmen regisserades av Russell Mulcahy och är baserad på en sann historia.

## Handling
Filmen utspelar sig år 1918. Första världskriget börjar närma sig sitt slut. I Frankrike befinner sig en amerikansk bataljon bakom fiendens linje. De har blivit omringade av den tyska armén, och de har inga vapen att försvara sig med, de har ingen mat och inga medicinska nödvändigheter. Kommer de att överleva?

## Rollista i urval
- Rick Schroder
- Phil McKee
- Jamie Harris
- Jay Rodan
- Adam James
- Michael Goldstrom
- Arthur Kremer
- Adam Kotz
- Anthony Azizi
- George Calil
- Wolf Kahler
- Tim Matthews